# Primat de Lorraine
Le titre de primat de Lorraine fut créé en 1602 par le pape Clément VIII comme substitut au siège épiscopal dont Charles III de Lorraine avait fait la demande pour Nancy, la capitale de ses duchés.
Ce souhait, formulé en vain par Charles III, relevait à la fois de la politique (ne plus dépendre de l'évêque de Toul, sous « contrôle » français, et donc pouvoir nommer lui-même l'évêque de son duché) et du prestige. Cette démarche était fondée, à la vue de l'immensité territoriale du diocèse de Toul, mais le cardinal d'Ossat qui représentait les intérêts de la France à Rome fit, avec succès, tout son possible pour faire échouer cette demande.
En 1602, le pape dota finalement Nancy d'un primat et d'un chapitre primatial. Sans être évêque, le Primat de Lorraine en avait les attributs symboliques. Sur les terres du duché de Lorraine, Il exerçait le pouvoir épiscopal et avait préséance sur l’évêque. À défaut de cathédrale, Nancy allait voir se construire une primatiale.
La donne changea au XVIIIe siècle avec le départ de la dynastie de Lorraine et l'arrivée de Stanislas, roi déchu de Pologne. Le rattachement de la Lorraine à la France n'était plus qu'une question de temps. Il fut effectif en 1766, à la mort de Stanislas. Plus rien ne s'opposait alors à la création d'un évêché à Nancy. Ce fut chose faite en 1777. Dès lors, le nouvel évêque cumula la charge honorifique de primat.
L'actuel primat de Lorraine est Pierre-Yves Michel, évêque de Nancy et de Toul.

## Privilèges

Armes des primats de Lorraine

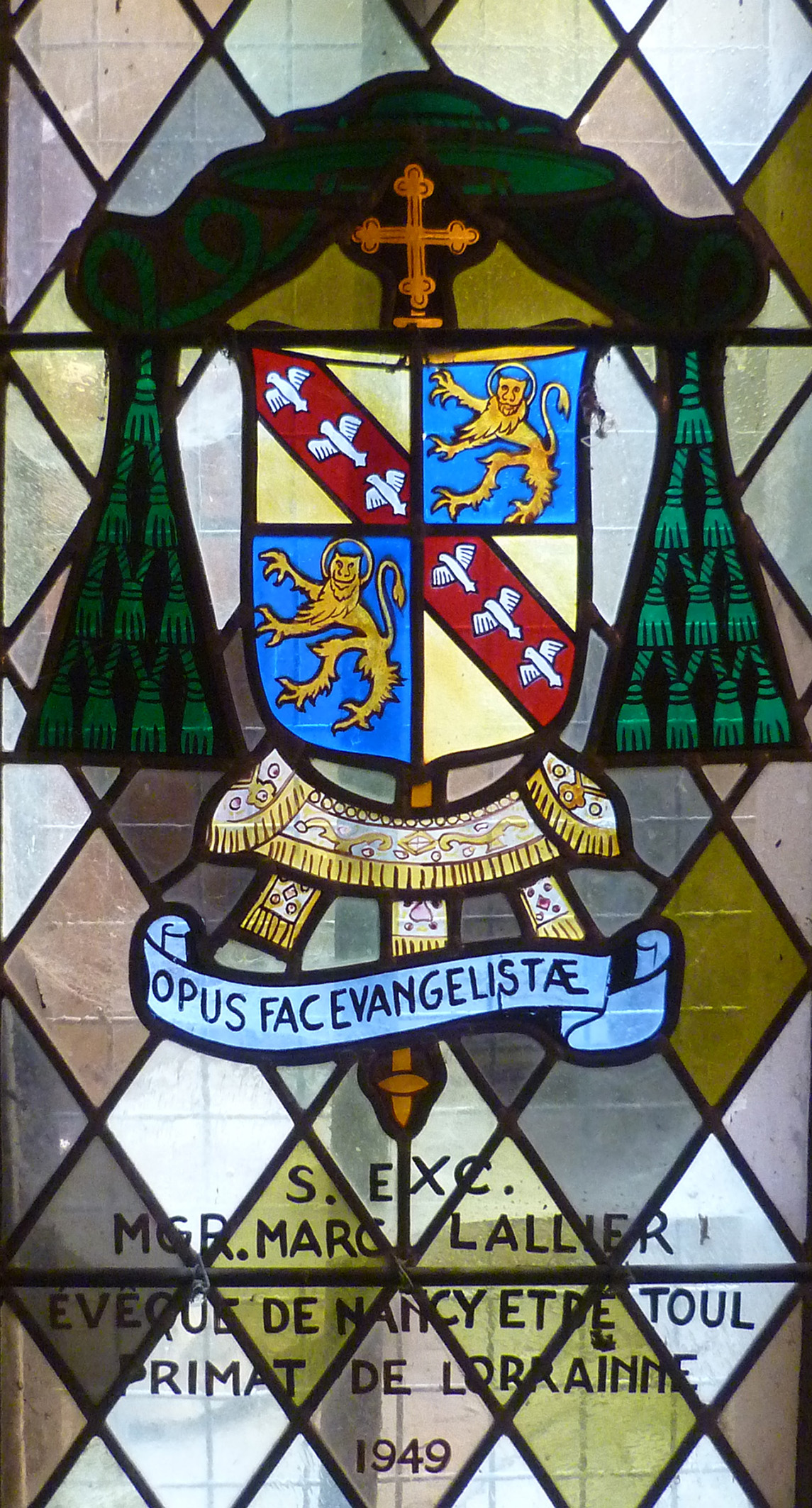
Vitrail dans la crypte de l'église Saint-Sébastien de Dieulouard, aux armoiries de Mgr Lallier, primat de Lorraine.

Le primat de Lorraine avait le privilège de porter les ornements extérieurs d'un évêque : mitre, crosse, croix pectorale, anneau, etc. 
En outre, il avait préséance sur l'évêque de Toul, Metz et Verdun dans les limites du duché de Lorraine et il y exerçait les droits épiscopaux de justice et de contrôle .  
À ce sujet, Georges Aulbery écrit en 1616 : « Sa Sainteté [...] luy le Primat de Lorraine a accordé l'usage & port de mitre, du baston pastoral, des gans, de l'anneau, de la moussette, du chapeau, & de tous autres habits & ornements Pontificaux, tant en celebrant la messe en son Eglise Primatiale qu'en toutes autres despendantes & annexées en icelle, comme aussy aux processions & autres actes & Ceremonies Ecclesiastiques publicques & privées. Celebrer la Messe & faire tous autres Offices divins Pontificalement, & avec les droits & privileges episcopaux, comme aussi apres les Messes & tous autres Offices Ecclesiastiques faire & departir la benediction episcopale sur le Peuple. Et en outre reconcilier toutes Eglises, Chapelles, Oratoires, Cimetieres & autres lieux qui seroient pollus & contaminez. Dabondant ledit Primat a toute preeminence, & Iuridiction Ecclesiastique tant sur les autres Dignitez que Chanoines, Predendez, & tous autres Ministres tant de la dite Primatiale, que des autres Eglises y annexées ... »
De nos jours, le titre de primat de Lorraine figure toujours sur le papier à entête de l'évêque de Nancy. Par ailleurs, ses armoiries sont timbrées d'un chapeau de sinople à quatre (et non trois) rangs de houppes, du fait de son titre primatial. Les règles héraldiques auraient voulu qu'il y ait cinq rangs.

## Liste des primats de Lorraine

### Liste des primats de Lorraine
| Primats de Lorraine | Primats de Lorraine                              | Primats de Lorraine | Primats de Lorraine |
| ------------------- | ------------------------------------------------ | ------------------- | --- |
| 1                   | Charles de Lorraine                              | 1602-1607           | cardinal, légat du Saint-Siège dans les duchés de Lorraine et concomitamment évêque de Metz et de Strasbourg                         |
| 2                   | Antoine de Lenoncourt                            | 1607-1636           | abbé de Beaupré et prieur de Lay |
| 3                   | Charles de Lorraine                              | 1636-1645           | fils naturel de Charles III, abbé de Gorze                                                                                           |
| 4                   | Charles de Lorraine                              | 1645-1659           | devient duc héritier de Lorraine en 1659 puis duc de Lorraine et de Bar en titre de 1675 à 1690 sous le nom de Charles V de Lorraine |
| 5                   | Louis-Alphonse de Lorraine, chevalier d'Harcourt | 1659-1687           | |
| 6                   | Charles de Lorraine                              | 1687-1715           | frère du duc de Lorraine Léopold, prince-électeur de Trêves, évêque d'Osnabruck et d'Olmutz, grand prieur de Castille                |
|                     | vacance du siège                                 | 1715-1722           | cette vacance permet d'employer les revenus à la construction de la primatiale.                                                      |
| 7                   | François Vincent Marc de Beauvau-Craon           | 1722-1742           | |
| 8                   | Antoine-Clériade de Choiseul-Beaupré             | 1742-1774           | cardinal |
| 9                   | Maxime de Sabran                                 | 1774-1777           | grand-aumônier de la Reine. Quitte Nancy pour devenir évêque de Laon                                                                 |

### liste des primats de Lorraine, évêques de Nancy
L'évêché de Nancy est créé en 1777. La primatiale devient cathédrale, et le titre de Primat est attaché au nouvel évêché.
| Primats de Lorraine, évêques de Nancy | Primats de Lorraine, évêques de Nancy         | Primats de Lorraine, évêques de Nancy | Primats de Lorraine, évêques de Nancy |
| ------------------------------------- | --------------------------------------------- | ------------------------------------- | --- |
| 10                                    | Louis-Apollinaire de la Tour du Pin Montauban | 1777-1783                             | quitte Nancy pour devenir archevêque d'Auch |
| 11                                    | François de Fontanges                         | 1783-1787                             | quitte Nancy pour devenir archevêque de Bourges |
| 12                                    | Henri de La Fare                              | 1787-1790                             | obligé de quitter son diocèse à la Révolution, il refuse toutefois de quitter son trône épiscopal et reste évêque de Nancy en titre jusqu'en 1817, date à laquelle il devient archevêque de Sens                                     |
|                                       | Luc-François Lalande                          | 1791-1793                             | évêque constitutionnel. Ne reçoit pas l'investiture du Saint-Siège. |
|                                       | François Nicolas                              | 1799-1801                             | évêque constitutionnel. Ne reçoit pas l'investiture du Saint-Siège. |
| 13                                    | Antoine Eustache d'Osmond                     | 1802-1810                             | est obligé de quitter son évêché pour des raisons politiques (Napoléon le nomme à l'archevêché de Florence, sans l'accord de Pie VII). Revient en 1814.                                                                              |
|                                       | Benoît Costaz                                 | 1810-1814                             | évêque nommé et administrateur épiscopal. Placé par le pouvoir napoléonien sans l'accord du pape, il ne reçoit pas d'investiture canonique et rend à Mgr d'Osmond son siège lorsque l'aventure florentine prend fin pour ce dernier. |
| 13                                    | Antoine Eustache d'Osmond                     | 1814-1823                             | |
| 14                                    | Charles de Forbin-Janson                      | 1823-1844                             | Mgr de Forbin-Janson obtient en 1824 le droit de relever le titre d'évêque de Toul. |

### liste des primats de Lorraine, évêques de Nancy et de Toul
Par bref apostolique du 20 février 1824, les évêques de Nancy sont autorisés à accoler à leur titre celui d'évêque de Toul.
| Primats de Lorraine, évêques de Nancy et de Toul | Primats de Lorraine, évêques de Nancy et de Toul | Primats de Lorraine, évêques de Nancy et de Toul | Primats de Lorraine, évêques de Nancy et de Toul |
| ------------------------------------------------ | ------------------------------------------------ | ------------------------------------------------ | --- |
| 14                                               | Charles de Forbin-Janson                         | 1823-1844                                        | Mgr de Forbin-Janson obtient en 1824 le droit de relever le titre d'évêque de Toul. |
| 15                                               | Alexis Menjaud                                   | 1844-1859                                        | coadjuteur de Mgr de Forbin-Janson, il gère de facto le diocèse lors du départ précipité de ce dernier, pour raisons politiques, en 1830. Il ne devient évêque de Nancy qu'en 1844, à la mort de Mgr de Forbin-Janson, mais en exerçait dans les faits tous les pouvoirs et prérogatives depuis quatorze ans. Quitte Nancy pour devenir archevêque de Bourges |
| 16                                               | Georges Darboy                                   | 1859-1863                                        | quitte Nancy pour devenir archevêque de Paris |
| 17                                               | Charles-Martial Allemand-Lavigerie               | 1863-1867                                        | quitte Nancy pour devenir archevêque d'Alger |
| 18                                               | Joseph Foulon                                    | 1867-1882                                        | quitte Nancy pour devenir archevêque de Besançon |
| 19                                               | Charles-François Turinaz                         | 1882-1918                                        | archevêque titulaire d'Antioche-en-Pisidie (de). Meurt en fonction |
| 20                                               | Charles Ruch                                     | 1918-1919                                        | ancien coadjuteur de Mgr Turinaz. Quitte Nancy pour devenir évêque de Strasbourg |
| 21                                               | Hippolyte de La Celle                            | 1919-1930                                        | meurt en fonction |
| 22                                               | Etienne-Joseph Hurault                           | 1930-1934                                        | meurt en fonction |
| 23                                               | Marcel Fleury                                    | 1934-1949                                        | meurt en fonction |
| 24                                               | Marc Lallier                                     | 1949-1956                                        | quitte Nancy pour devenir archevêque de Marseille |
| 25                                               | Émile Pirolley                                   | 1957-1971                                        | meurt en fonction |
| 26                                               | Jean Bernard                                     | 1972-1991                                        | atteint par la limite d'âge |
| 27                                               | Jean-Paul Jaeger                                 | 1991-1998                                        | ancien coadjuteur de Mgr Bernard. Quitte Nancy pour devenir évêque d'Arras |
| 28                                               | Jean-Louis Papin                                 | 1999-2023                                        | atteint par la limite d'âge |
| 29                                               | Pierre-Yves Michel                               | 2023-...                                         | |